# Puigpelat
Puigpelat est une commune d'Espagne dans la communauté autonome de Catalogne, province de Tarragone, de la comarque de Alt Camp.